# Lista över akademier och lärda samfund i Storbritannien och Irland
Det här är en ofullständig lista över akademier och lärda samfund i Storbritannien och Irland. Eftersom Irland och Storbritannien har en lång gemensam historia, så finns det lärda samfund med verksamhet i båda länderna. Av den anledningen tar den här listan upp samfund i både Storbritannien och Irland.
Listan innefattar bara sådana organisationer, som endast eller i huvudsak verkar för att främja akademiska intressen. Den innehåller med andra ord inga renodlade yrkesorganisationer, det vill säga fackliga organisationer, organisationer som utfärdar ackrediteringar, legitimationer eller certifikat samt organisationer som har ett nationellt ansvar för utbildning eller översyn av en viss yrkesgrupp.

## Irland
(Vissa irländska lärda samfund verkar både i Irland och Storbritannien.)
- Geographical Society of Ireland[3]Royal Irish Academys sigill.

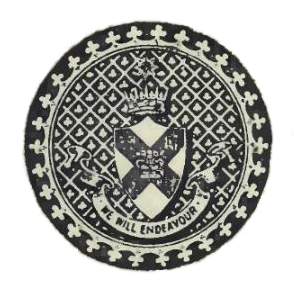
Royal Irish Academys sigill.

- Irish Association of Physicists in Medicine[4]
- Irish Georgian Society[5]
- Irish Manuscripts Commission[6]
- Irish Mathematical Society[7]
- Irish Texts Society
- Psychological Society of Ireland[8]
- Royal Academy of Medicine in Ireland[5]
- Royal Dublin Society[5]
- Royal Hibernian Academy[9]
- Royal Irish Academy[10]
- Society for Musicology in Ireland[11]

### Lokala samfund
- Galway Archaeological and Historical Society[12]
- Kilkenny Archaeological Society[13]

## Storbritannien
(Vissa brittiska lärda samfund verkar både i Storbritannien och Irland.)
- Aristotelian Society[14][15]Aristoteles undervisar. Ur Islamic Science:An Illustrated Study.[16]
- Astrobiology Society of Britain[17]
- Biochemical Society[14][18]
- British Academy[14][19]

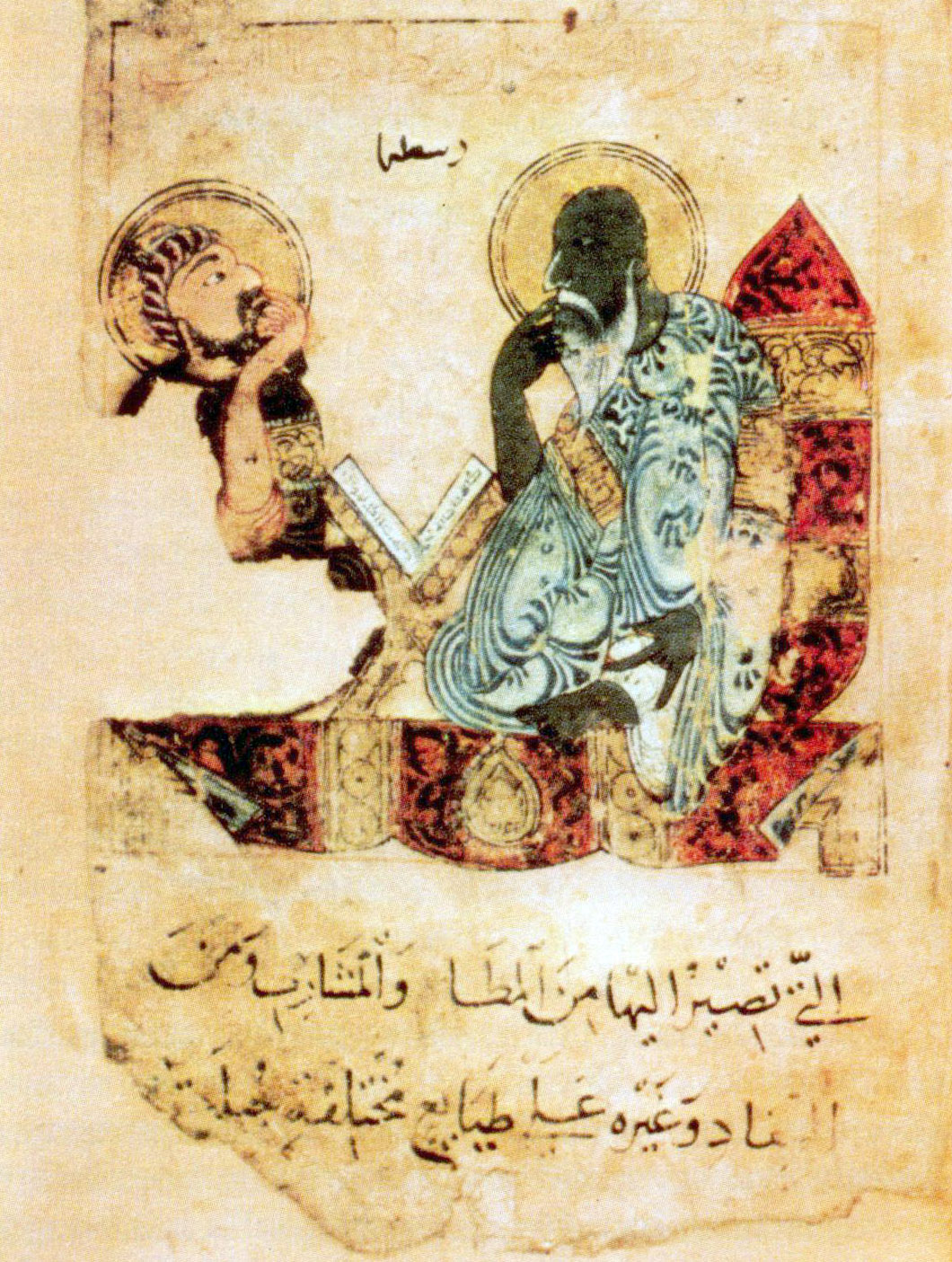
Aristoteles undervisar. Ur Islamic Science:An Illustrated Study.

- British Archaeological Association[14][15]
- British Cartographic Society[18][15]
- British Computer Society[14][20]
- British Ecological Society[15]
- British Interplanetary Society[21]
- British Mycological Society[14]
- British Pharmacological Society[18]
- British Science Association[14][19] (f.d. British Association for the Advancement of Science)
- British Society of Aesthetics[14]
- British Society for the History of Science[14][18][15][19]
- British Society for the Philosophy of Science[14][15]
- Burgon Society[22]
- Classical Association[14][15]
- Experimental Psychology Society[14][15]
- Facilities Society[23]
- Folklore Society[15]
- Genetics Society[14]
- Hadrianic Society[24]
- Hakluyt Society[15]Richard Hakluyts signatur, ur Divers Voyages Touching the Discovery of America and the Islands Adjacent från 1582.

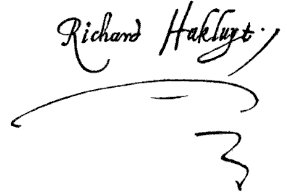
Richard Hakluyts signatur, ur Divers Voyages Touching the Discovery of America and the Islands Adjacent från 1582.

- Institute of Mathematics and its Applications[14][20]
- Institute of Physics[14][20][18]
- Marine Biological Association of the United Kingdom
- Newcomen Society[15]
- Philological Society[15]
- Physiological Society[14][20][18]
- Royal Academy of Arts[25]
- Royal Academy of Engineering[14][19]
- Royal Aeronautical Society[14]
- Royal Anthropological Institute of Great Britain and Ireland[14][15]
- Royal Archaeological Institute[15]
- Royal Asiatic Society[14][15]
- Royal Astronomical Society[14][20][18][19]
- Royal Geographical Society[14][18][15][19]
- Royal Historical Society[14][15]
- Royal Institute of Navigation[26]
- Royal Institution of Great Britain[27]Michael Faraday håller i en av Royal Institutions julföreläsningar (ca. 1856).
- Royal Meteorological Society[20]
- Royal Numismatic Society[15]
- Royal Society for Asian Affairs[15]

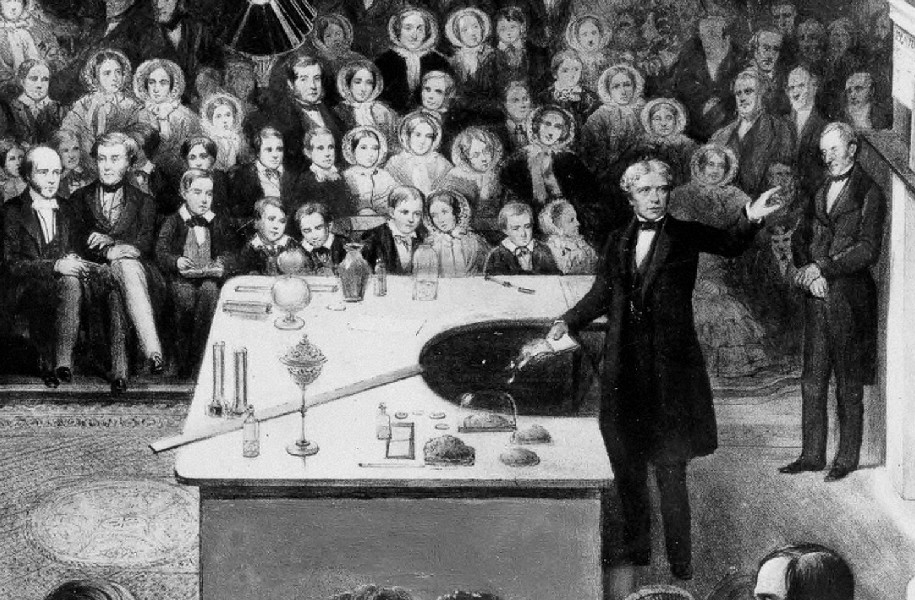
Michael Faraday håller i en av Royal Institutions julföreläsningar (ca. 1856).

- Royal Society for the Encouragement of Arts, Manufactures and Commerce[28]
- Royal Society of Chemistry[14][20][18]
- Royal Society of Literature[14][15]
- Royal Society of Medicine[14][5]
- Royal Statistical Society[20][15]
- Social Research Association[15]
- Society for Experimental Biology[14]
- Society for the Promotion of Hellenic Studies[15]
- Society for the Promotion of Roman Studies[15]
- Society for the Study of Artificial Intelligence and the Simulation of Behaviour[29]
- Society of Architectural Historians of Great Britain[15]

### England

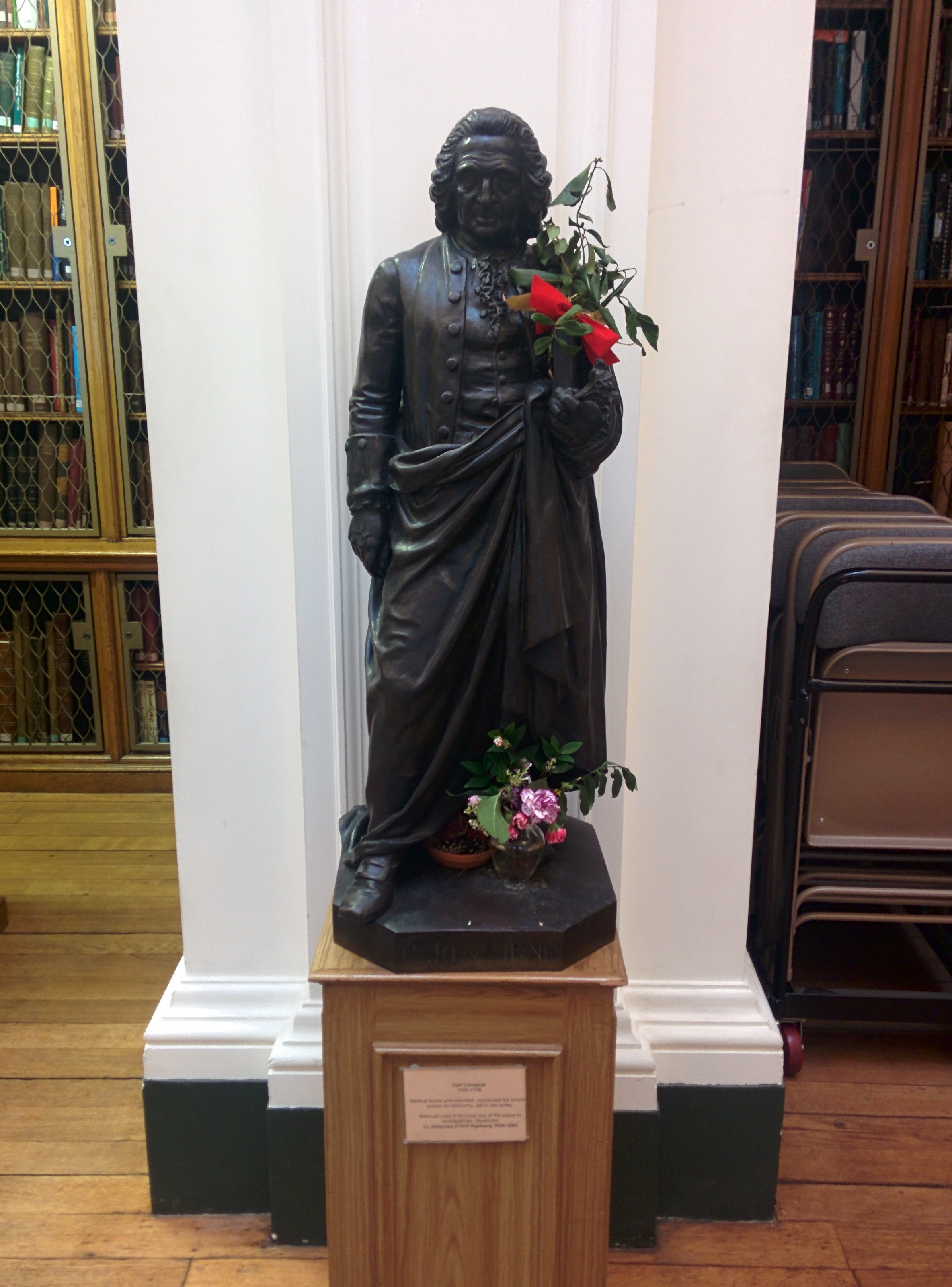
Blomsterprydd staty över Carl von Linné vid Linnean Society of London.

- English Place-Name Society[15]
- Geological Society of London[14][20][15]
- Heraldry Society[15]
- Linnean Society of London[14]
- London Mathematical Society[14][20][18]
- Royal Entomological Society[14]
- Royal Society[18][19]
- Selden Society[30]
- Society of Antiquaries of London[14][15]
- Zoological Society of London[19]

#### Lokala samfund
- Cambridge Antiquarian Society[31]
- Clifton Antiquarian Club[32]
- Devonshire Association[33]
- Lancashire and Cheshire Antiquarian Society[34]
- Society of Antiquaries of Newcastle upon Tyne[35]
- Surtees Society

### Nordirland
- Belfast Natural History and Philosophical Society[36]

### Skottland
- Botanical Society of Scotland[37]
- Classical Association of Scotland[38]
- Edinburgh Bibliographical Society[15]
- Edinburgh Geological Society[14][19]
- Edinburgh Mathematical Society[14]
- Egyptology Scotland[39]
- Heraldry Society of Scotland[40]

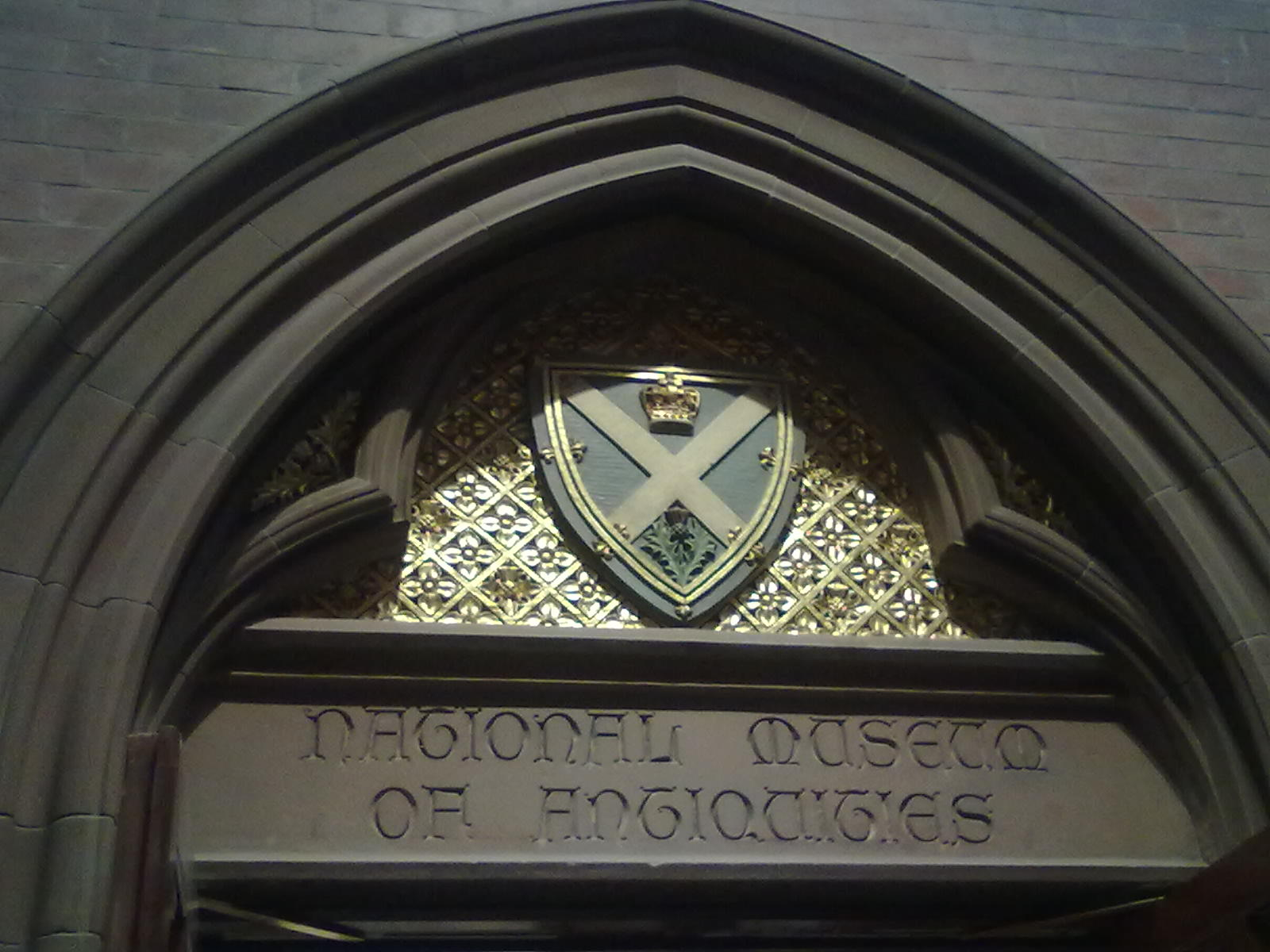
Vapensköld ovanför porten till Society of Antiquaries of Scotland.

- Institution of Engineers and Shipbuilders in Scotland[41]
- Royal Philosophical Society of Glasgow[42]
- Royal Scottish Academy[43]
- Royal Scottish Geographical Society[15]
- Royal Scottish Society of Arts[44]Royal Cambrian Academy of Arts högkvarter på Crown Lane i Conwy.
- Royal Society of Edinburgh[19]

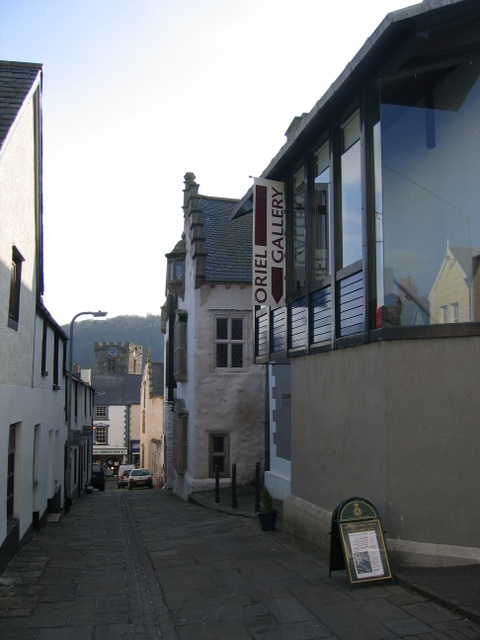
Royal Cambrian Academy of Arts högkvarter på Crown Lane i Conwy.

- Royal Zoological Society of Scotland[45]
- Society of Antiquaries of Scotland[14][15]
- Scottish Economic Society[46]
- Scottish History Society[15]
- Scottish Place-Name Society[47]
- Scottish Record Society[48]
- Scottish Text Society[49]
- Stair Society[50]

#### Lokala samfund
- Inverness Field Club[51]

### Wales
- Cambrian Archaeological Association[15]
- Learned Society of Wales[52]
- Royal Cambrian Academy of Art[53]
- Welsh Place-name Society[54]
- Yr Academi Gymreig[15] (The Welsh Academy)

### Källnoter
1. ↑  Sidan "Guide to Record Societies and their Publications" länkar till följande underkategorier: 
i. English Regional Societies
ii. Irish Societies
iii. Scottish Societies
iv. Welsh Societies
v. UK National Societies[2]